# San Juan Bautista (Moarves de Ojeda)

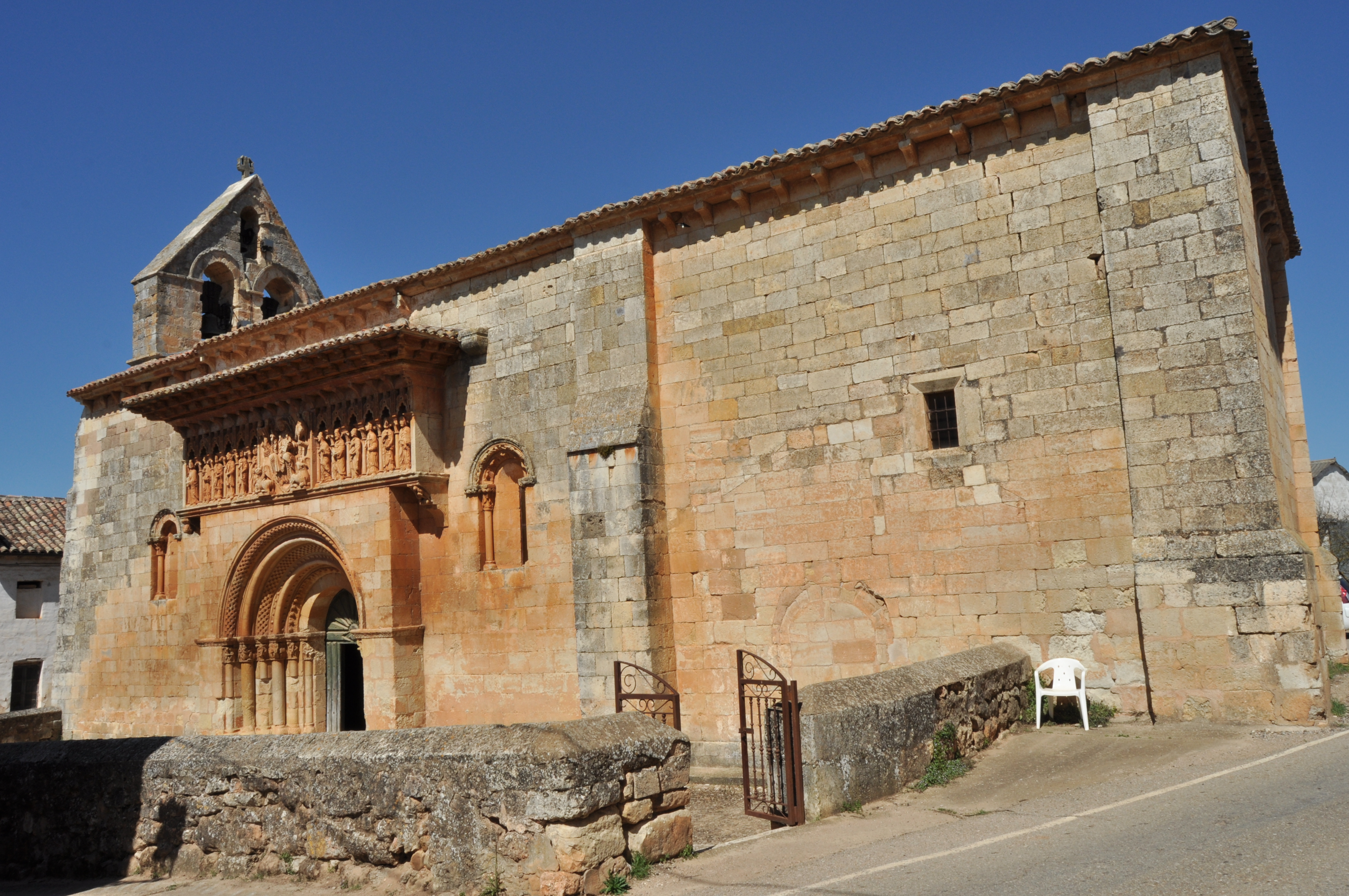
Kirche San Juan Bautista

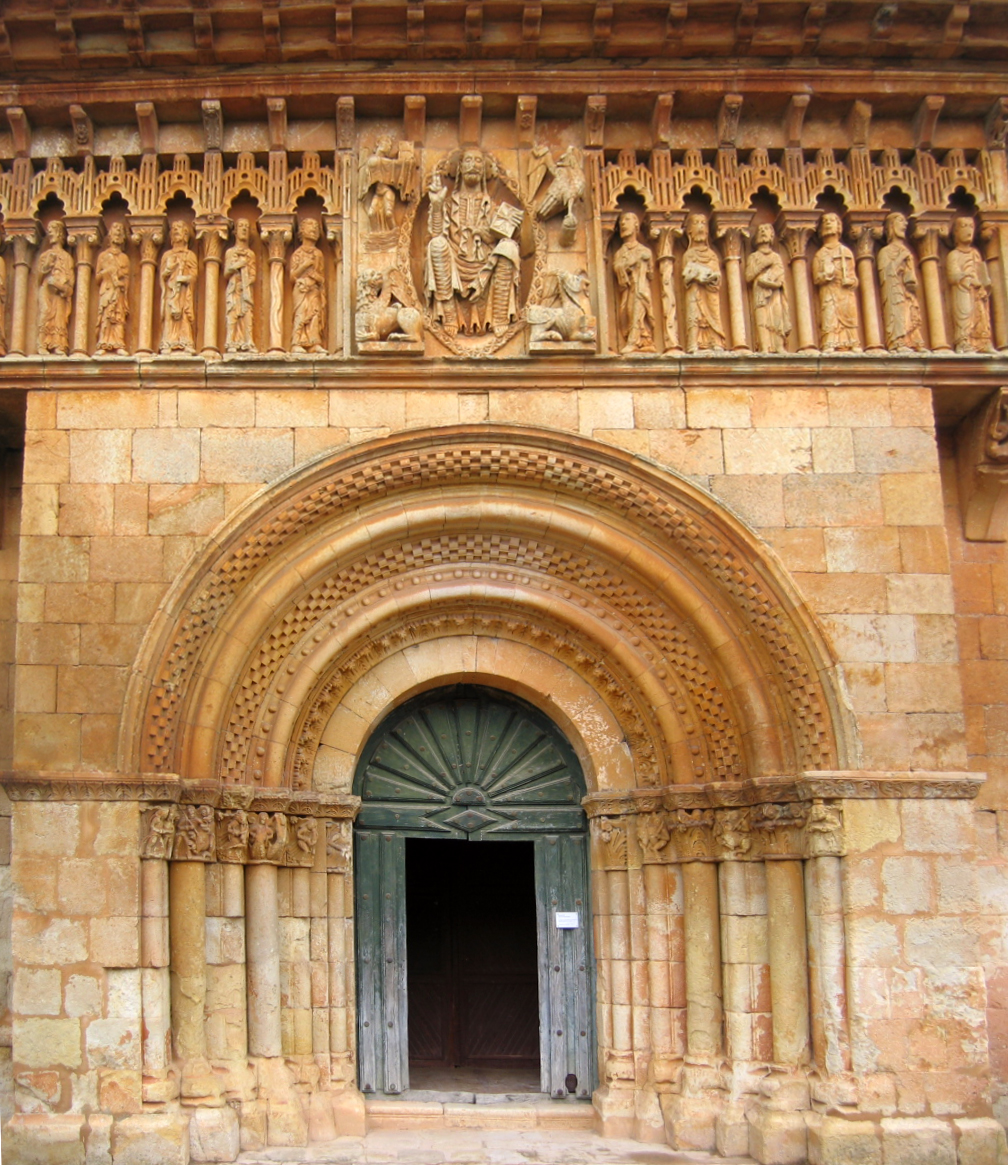
Romanisches Portal

Die Kirche San Juan Bautista in Moarves de Ojeda, einem Ort in der Gemeinde Olmos de Ojeda in der Provinz Palencia der spanischen Autonomen Region Kastilien-León, wurde Ende des 12. Jahrhunderts errichtet und später durch einen gotischen Bau ersetzt. Von der romanischen Kirche sind ein prächtiges Portal an der Südfassade und das Taufbecken erhalten geblieben. 1931 wurde die Johannes dem Täufer geweihte Kirche zum Baudenkmal (Bien de Interés Cultural) erklärt.

## Architektur
Die Kirche ist aus regelmäßig behauenen Quadersteinen in der Technik des opus quadratum errichtet. Über der Westfassade erhebt sich ein zugespitzter Glockengiebel (espadaña), der von drei rundbogigen Öffnungen durchbrochen ist. Ein doppelter Triumphbogen öffnet das Langhaus im Osten zu einem quadratischen, gerade geschlossenen Chor.

## Südportal
In einem schmalen Mauervorsprung an der Südfassade ist unter einem von Kragsteinen getragenen Vordach das Portal eingeschnitten, das sich durch seinen rötlich-gelben Stein vom restlichen Gebäude deutlich abhebt. Im oberen Teil verläuft ein breiter Skulpturenfries, in dessen Mitte Christus als Majestas Domini dargestellt ist. Er ist mit einem prunkvollen, faltenreichen Gewand bekleidet und wird von einer Mandorla umrahmt. Die rechte Hand hat er zum Segen erhoben, in der linken hält er ein Buch. Er ist umgeben von den Evangelistensymbolen, der menschlichen Gestalt des Matthäus (oben links), dem Adler des Johannes (oben rechts), dem Löwen des Markus (unten links) und dem Stier des Lukas (unten rechts). Zu beiden Seiten sind je sechs Apostel gruppiert. Die meisten Apostel sind mit einem Buch dargestellt, Paulus und Johannes haben Schriftrollen in den Händen. Die Figuren stehen unter Fünfpassbögen und sind durch schlanke, mit Blattkapitellen verzierte Säulen voneinander getrennt. Die kleinen Aufbauten über den Bögen werden als die Tore des Himmlischen Jerusalems gedeutet, deren Zugang durch die Vermittlung der Apostel ermöglicht wird. Getragen wird die Figurenzone von zwei kräftigen, skulptierten Kragsteinen. Auf dem linken Stein ist ein menschlicher Kopf mit Eselsohren dargestellt, der rechte Stein zeigt den heiligen Georg im Kampf mit dem Drachen.

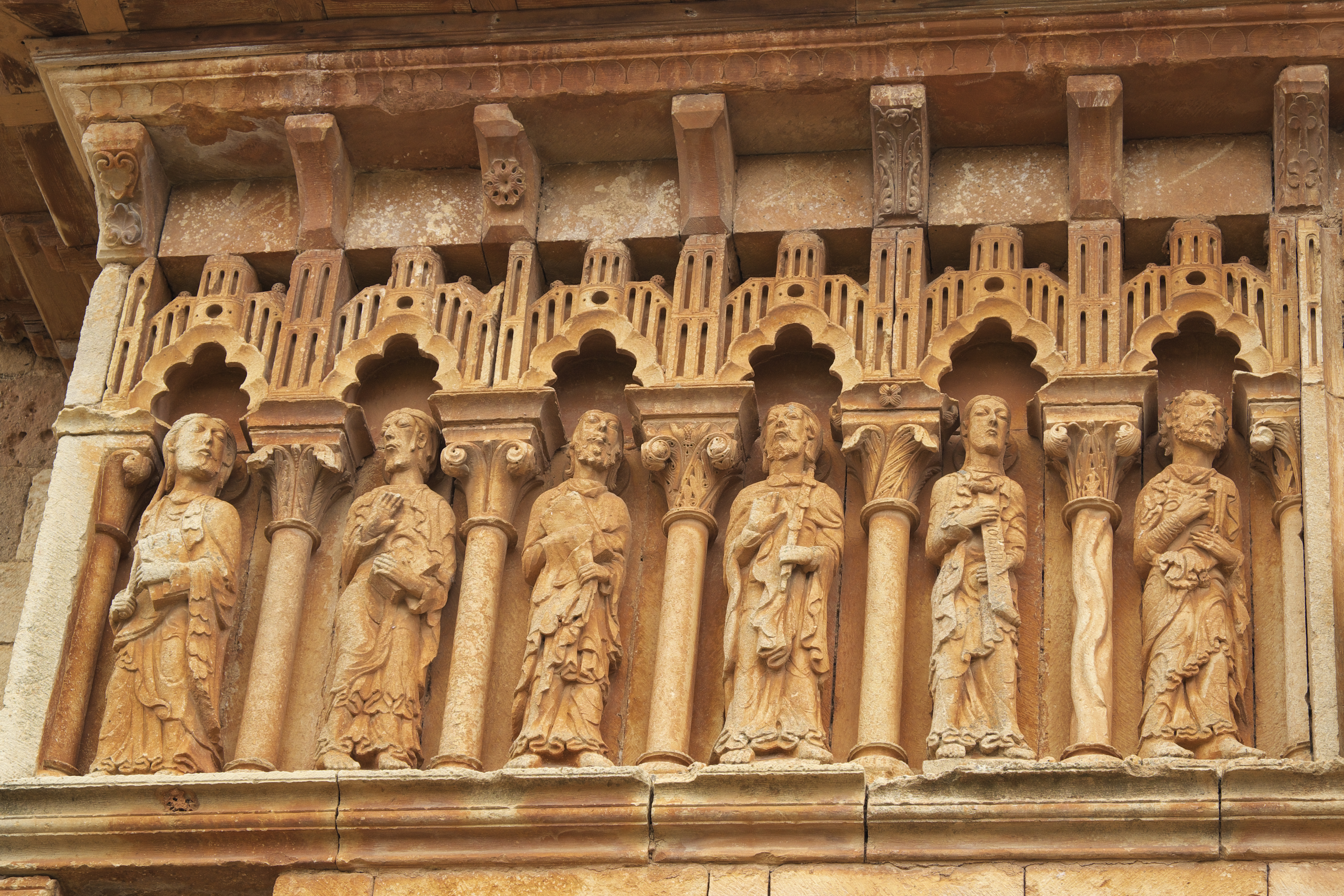
Sechs Apostel, links
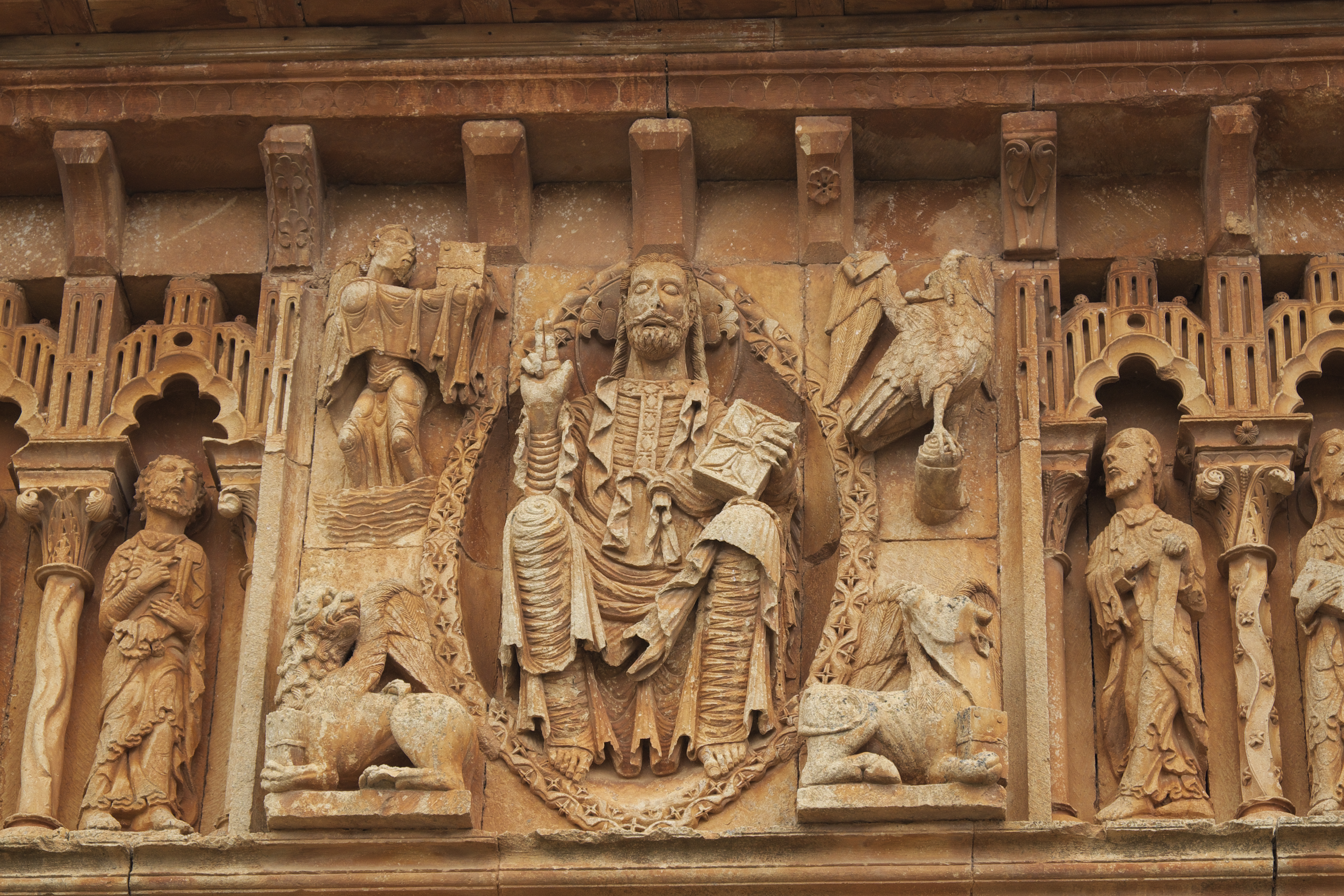
Christus und Tetramorph
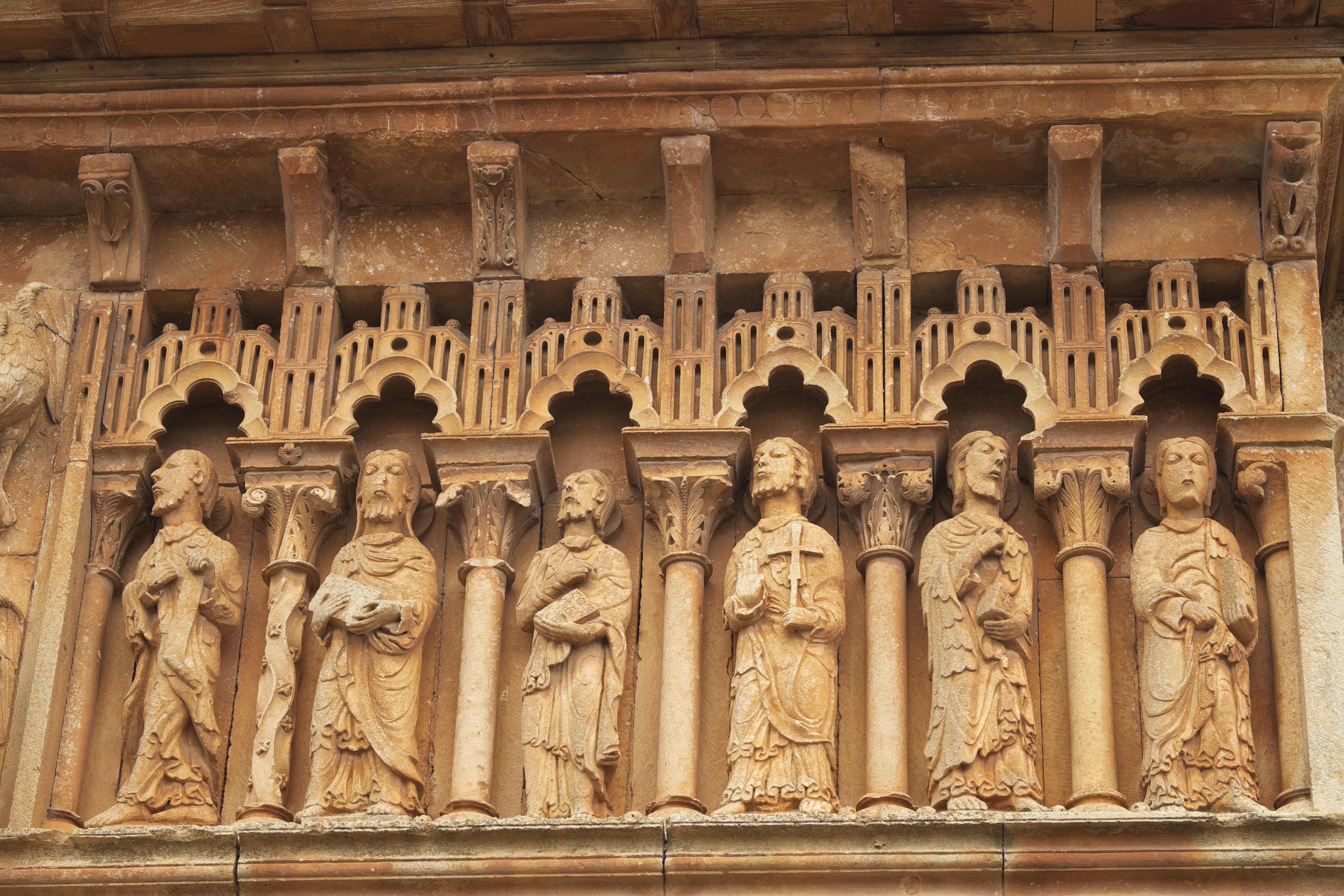
Sechs Apostel, rechts

Der Eingang ist von Archivolten umgeben, die mit Rundstäben, Schachbrettfriesen und Akanthusblättern verziert sind. Die Kämpfer sind mit einem Dekor aus stilisierten Blättern versehen, die Kapitelle sind figürlich gestaltet. Es sind Tänzerinnen und Musikanten zu erkennen, ein tanzendes Paar und ein Paar, das sich umarmt, Ritter in Rüstungen und der Kampf Samsons mit dem Löwen.

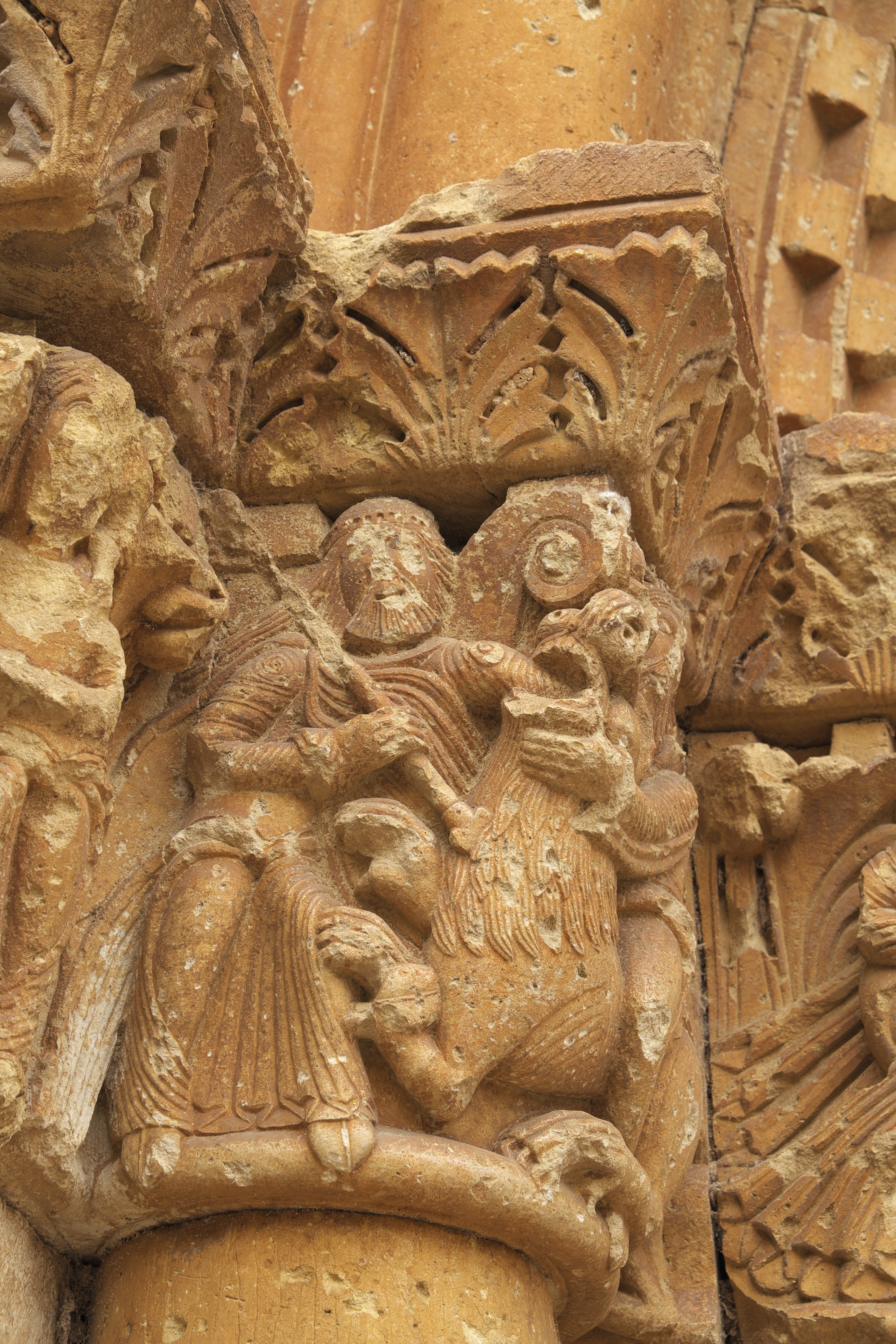
Samsons Kampf mit dem Löwen
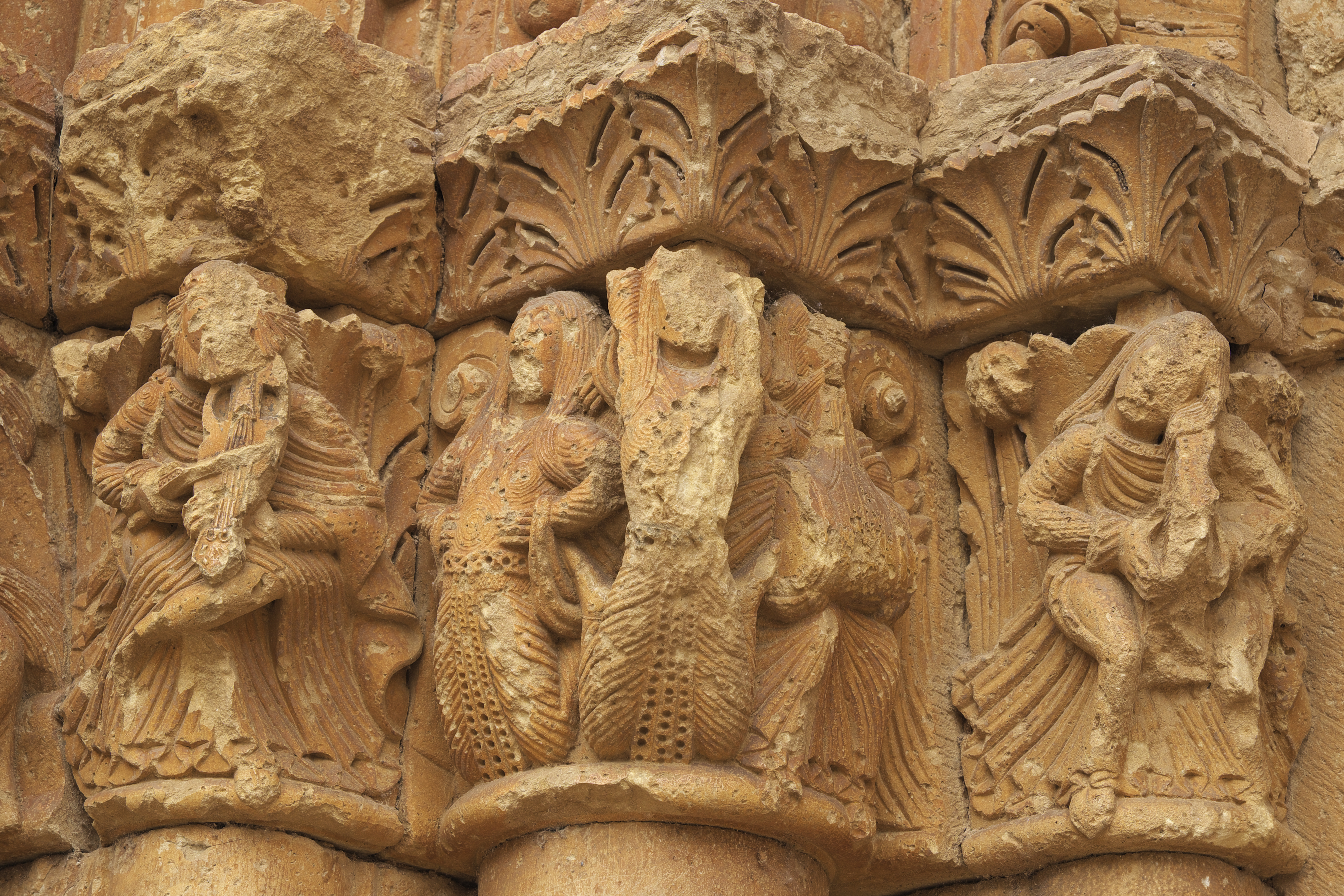
Tänzerinnen und Musikanten
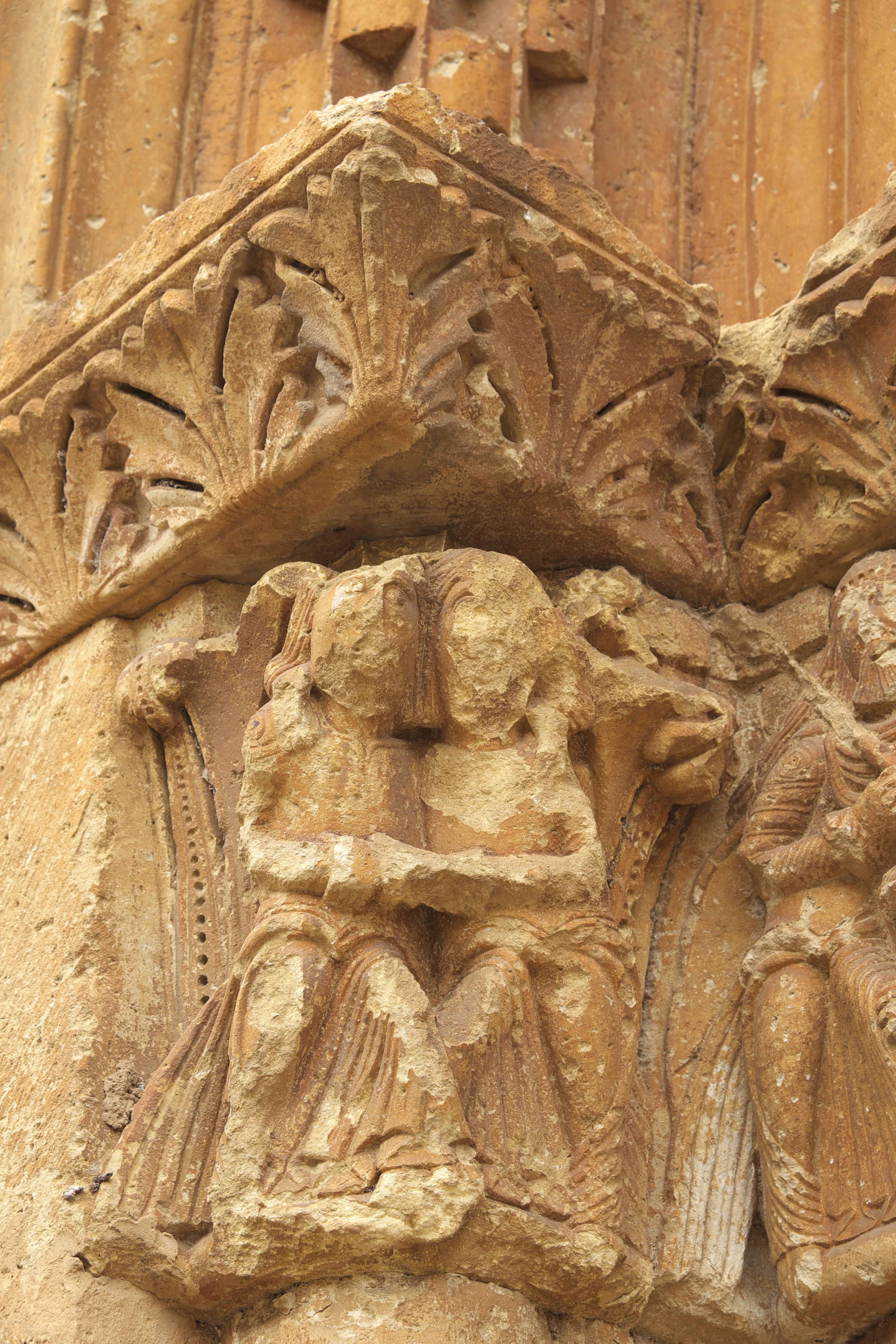
Tanzendes Paar
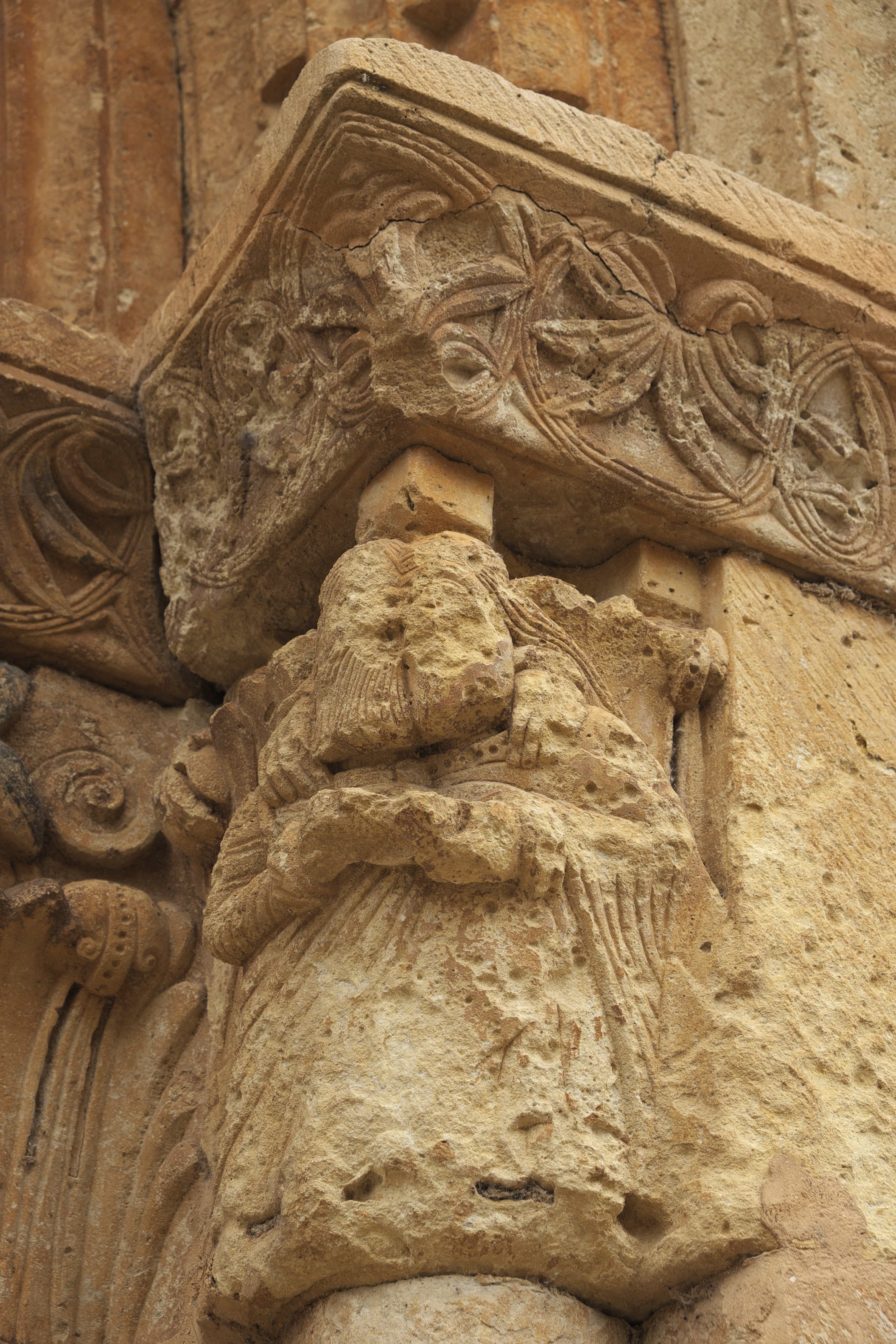
Paar, das sich umarmt

## Taufbecken
Wie an der Portalfassade werden auch am Taufstein die Apostel und Christus als Majestas Domini in der Mitte dargestellt. Christus ist mit dem Kreuznimbus versehen. Er trägt ein kunstvoll gearbeitetes Gewand und hält ein Buch in der linken Hand. Die Apostel stehen unter Bögen und werden von Säulen mit spiralenförmigen Schäften gerahmt. Der obere Teil des Taufsteins wurde teilweise erneuert.